# Phyllichthys
Phyllichthys es un género de peces de la familia Soleidae, del orden Pleuronectiformes. Este género marino fue descrito científicamente en 1916 por Alan Riverstone McCulloch.

## Especies
Especies reconocidas del género:
- Phyllichthys punctatus McCulloch, 1916
- Phyllichthys sclerolepis (W. J. Macleay, 1878)
- Phyllichthys sejunctus Whitley, 1935